# Прущ (гміна)
Гміна Прущ (пол. Gmina Pruszcz) — місько-сільська гміна у північній Польщі. Належить до Свецького повіту Куявсько-Поморського воєводства.
Станом на 31 грудня 2011 у гміні проживало 9602 особи.

## Площа
Згідно з даними за 2007 рік площа гміни становила 141.96 км², у тому числі:
- орні землі: 87.00%
- ліси: 3.00%

Таким чином, площа гміни становить 9.64% площі повіту.

## Населення
Станом на 31 грудня 2011:
| Опис     | Загалом | Загалом | Чоловіки | Чоловіки | Жінки | Жінки |
| -------- | ------- | ------- | -------- | -------- | ----- | ----- |
| одиниця  | осіб    | %       | осіб     | %        | осіб  | %     |
| все      | 9602    | 100     | 4711     | 49.06    | 4891  | 50.94 |
| міське   | 0       | 100     | 0        |          | 0     |       |
| сільське | 9602    | 100     | 4711     | 49.06    | 4891  | 50.94 |

## Сусідні гміни
Гміна Прущ межує з такими гмінами: Буковець, Хелмно, Добрч, Короново, Швеце, Швекатово, Уніслав.